# Mirpur Mathelo
Mirpur Mathelo är en stad i distriktet Ghotki i den pakistanska provinsen Sindh. Folkmängden uppgick till cirka 100 000 invånare vid folkräkningen 2017.